# Eve Laurence
Eve Laurence (Queen Anne, Maryland; 4 de octubre de 1985) es una actriz pornográfica estadounidense.

## Biografía
Eve Laurence, nombre artístico de Melissa Ann Wilson, nació en la localidad de Queen Anne, un pueblo ubicado en el condado de Prince George, en el estado estadounidense de Maryland, el 4 de octubre de 1985, hija de un matrimonio con ascendencia irlandesa, alemana, británica y nativa americana.
Comenzó en la industria del entretenimiento para adultos como modelo de desnudos después de cumplir los 18 años. Más tarde, trabajó en un concesionario de automóviles de Mercedes en Annapolis y en una peluquería antes de grabar sus primeras escenas de sexo. Después de cumplir los 20 años, en 2005, decidió tomarse un breve respiro en la industria para regresar a Maryland en busca de otro trabajo estable e ingresar en la Universidad, donde empezó el Grado en Bellas Artes.
Tuvo un pequeño regreso al porno, tras el cual volvió a retirarse en 2006. No obstante, no decidió alejarse mucho, ya que siguió trabajando periódicamente en diversas producciones, alternando este trabajo con el de showgirl a través de su web.
Como actriz, ha trabajado para estudios como Diabolic, Vivid, 3rd Degree, Zero Tolerance, Naughty America, Brazzers, Wicked, VCA, Evil Angel, Twistys, New Sensations, Adam & Eve, Elegant Angel o Sin City, entre otros.
En 2007 estuvo nominada en los Premios AVN a la Mejor escena de sexo chico/chica junto a Chris Cannon por Janine’s Been Blackmaled. En 2013 volvió a estar nominada a la Mejor escena escandalosa de sexo por su trabajo en la película parodia Star Wars XXX: A Porn Parody. Por dicha película ganó el Premio XBIZ a la Mejor escena de sexo en película parodia.
Ha rodado más de 290 películas como actriz.

## Premios y nominaciones
| Año  | Ceremonia    | Resultado | Premio                                   | Trabajo                      |
| ---- | ------------ | --------- | ---------------------------------------- | ---------------------------- |
| 2007 | Premios AVN  | Nominada  | Mejor escena de sexo chico/chica         | Janine’s Been Blackmaled     |
| 2013 | Premios AVN  | Nominada  | Mejor escena escandalosa de sexo         | Star Wars XXX: A Porn Parody |
| 2013 | Premios XBIZ | Ganadora  | Mejor escena de sexo en película parodia | Star Wars XXX: A Porn Parody |